# برندا سانتویو
برندا سانتویو (انگلیسی: Brenda Santoyo؛ زادهٔ ۱۷ اوت ۱۹۹۶) دوچرخه‌سوار اهل مکزیک است.